# Bindersleben
Bindersleben, Erfurt-Bindersleben – dzielnica miasta Erfurt w Niemczech, w kraju związkowym Turyngia. 